# Ferde Grofé
Ferdinand Rudolph von Grofé (vanligen känd som Ferde Grofé), född den 27 mars 1892 i New York, död 
den 3 april 1972 i Santa Monica, Kalifornien, var en amerikansk tonsättare, pianist och arrangör.
Grofé verkade under hela 1920-talet inom Paul Whitemans berömda dans- och showorkester, där han bland annat orkestrerade Gershwins Rhapsody in Blue för dess uruppförande 1924. Han komponerade också flera stycken för orkestern, ofta i "jazzsymfonisk" stil (till exempel Metropolis och Mississippi Suite).
Från 1930-talet verkade Grofé som lärare vid Juilliard School of Music och komponerade en lång rad symfoniska verk, av vilka hans Grand Canyon-svit för orkester (1931) torde vara den mest berömda.
Många av Grofés verk innehåller ovanliga, icke-musikaliska element, som ljudet från bergborrmaskiner och sirener.

## Orkesterverk av Grofé
- Mississippi (A Tone Journey) (1926)
- Grand Canyon Suite (1931)
- Tabloid Suite (1931)
- Killarney (An Irish fantasy) (1934)
- Hollywood ballet (1935)
- Rudy Valley Suite (1935)
- Symphony in Steel (1935)
- A Day on the Farm (1936)
- Kentucky Derby Suite (1938)
- Tin Pan Alley (The melodic Decades) (1938)
- Going to Press (1938)
- Cafe Society, ballet (1939)
- Biography of an American (1943)
- Atlantic Crossing (1950)
- Lincoln's Gettysburg Address (1954)
- Hudson River Suite (1956)
- Death Valley Suite (1957)
- Valley of Enchantment (1959)
- Niagara Falls Suite (1960)
- World's Fair Suite (1963)
- Hollywood Suite (1965)
- Virginia City (1968)